# Die Nackte
Die Nackte (Originaltitel: La noia) ist ein italienisch-französisches Erotikdrama aus dem Jahre 1963 von Damiano Damiani, basierend auf dem Roman La noia (1960) von Alberto Moravia. Es spielt eine internationale Starbesetzung, angeführt von dem Deutschen Horst Buchholz, der zu dieser Zeit in Italien sehr populären Belgierin Catherine Spaak in der Titelrolle und dem Hollywood-Altstar Bette Davis.

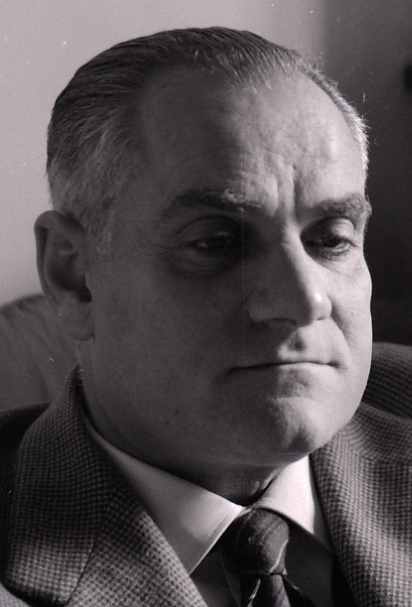
Der Autor der Romanvorlage: Alberto Moravia

## Handlung
Rom, zu Beginn der 1960er Jahre. Der aus reichem Elternhaus stammende junge Dino ist ein junger, nicht sonderlich talentierter Künstler, der sich aus Spaß an der Malerei dieser Kunstgattung verschrieben hat. Sein Leben ist das eines gelangweilten – (Originaltitel „La Noia“ = Die Langeweile) – nihilistischen Bohemiens, der sich im Leben nie anstrengen musste und dem es auch an Ehrgeiz mangelt, zu neuen Ufern zu streben. In der Via Margutta hat sich der Halbwaise mit dem Geld seiner dominanten Mutter, einer betuchten US-Amerikanerin, ein Atelier gekauft. Sein Fokus gilt seit einiger Zeit der noch sehr jungen, attraktiven Cecilia, die ihm auch schon Modell gesessen hat. Auch Cecilia lebt in den Tag hinein, und Dino ist nicht der einzige Mann, der sie begehrt und dem sie sich hingibt. Dinos erster Konkurrent um die Gunst der kapriziösen Schönheit ist zunächst der gleich nebenan wohnende, alternde Maler Balestrieri, der jedoch bald an einer Krankheit (oder an den ganzen Körpereinsatz fordernden Liebeskünsten Cecilias) stirbt. Als Dino sich überlegt, sich bedingungslos auf die nymphomane Cecilia einzulassen und sie womöglich sogar zu heiraten, eröffnet diese ihm zu seiner größten Überraschung, dass sie mit dem arbeitslosen Schauspieler Luciani zusammen sei und mit diesem eine Liebesreise auf die Insel Capri plane.
Mit dieser Auskunft hat Cecilia plötzlich in Dino einen bislang unbekannten Ehrgeiz erweckt: Er will diese Frau um jeden Preis verführen und Luciani entreißen, lädt das libertine Mädchen in die elegante Villa seiner verwitweten Mutter ein, um sie zu beeindrucken und dort „standesgemäß“ zu verführen und final an sich zu binden. Das Mädchen verführt ihn mit ihrer Nacktheit, einem makellosen Körper, der Dino allmählich in den Wahnsinn zu treiben beginnt. Er macht ihr mehrere Eifersuchtsszenen, beginnt sie sogar nach beider Verabredungen wie eine Hure zu bezahlen. Dino erkennt, dass Geld, das er bislang stets verachtet hat, (vielleicht auch, weil es immer für ihn verfügbar war,) doch auch seine sehr nützlichen Seiten besitzt. Doch es hilft alles nichts: Cecilia will ungebunden bleiben, nimmt sich nach Lust und Laune ihre Liebhaber, egal ob diese nun Luciani oder Dino heißen. Der junge Kunstdilettant gerät darüber derart in Verzweiflung, dass er in seinen Sportwagen springt und absichtlich gegen eine Mauer fährt. Während Dino sich im Krankenhaus erholt, erkennt er, dass Cecilia seine Gefühle und seinen Wunsch nach einer monogamen Zweisamkeit niemals erwidern wird. Als die Nackte von ihrer Reise, auf der sie von Luciani verlassen wurde, zurückkehrt und ganz selbstverständlich davon ausgeht, dass auch nach Dinos mutmaßlichem Suizidversuch alles so weiter gehen wird wie zuvor, macht Dino ihr klar, dass er so nicht weiterleben will und beendet beider Affäre.

## Produktionsnotizen
Der Film erlebte seine Uraufführung in Italien am 6. Dezember 1963. Die deutsche Premiere fand am 20. April 1964 statt, Massenstart war am 25. September desselben Jahres.
Carlo Egidi gestaltete die Filmbauten.

## Synchronisation
| Rolle        | Darsteller      | Synchronsprecher |
| ------------ | --------------- | ---------------- |
| Cecilia      | Catherine Spaak | Uta Hallant      |
| Dino         | Horst Buchholz  | er selbst        |
| Dinos Mutter | Bette Davis     | Alice Treff      |

Die deutsche Dialogregie führte Klaus von Wahl nach eigenem Buch.

## Kritiken
Die Bewertungen im In- wie im Ausland fielen durchgehend mau aus. Nachfolgend einige Beispiele:
In der New York Times schrieb der Kritiker Howard Thompson über den Film, der in den USA unter dem Titel The Empty Canvas gezeigt wurde, mit wenig Begeisterung: „Das beißende, sexuelle Aroma von Alberto Moravias Schreibfeder windet sich durch "The Empty Canvas" wie ein feuchter, synthetischer Nebel.“ Der Kritiker bemängelte eine „fadenscheinige dekadente Fassade der modernen römischen Gesellschaft“ und die „altmodische Geschichte von einem "verlorenen" jungen Mann, der gefangen zwischen einem Bad Girl und eine besitzergreifende Mama“ sei.
Das Time Magazine meinte, der Film sei vor allem bemerkenswert für den Spaß, den man habe, Bette Davis mit einer blonden Bob-Perücke zu sehen und wie sie einer Nouvelle-Vague-Handlung mit „zickiger Autorität“ zu trotzen versuche.
Der Spiegel kam zu folgendem Schluss: „Bei der Verfilmung von Alberto Moravias »La Noia« … hat den Regisseur Damiano Damiani offenbar vorwiegend die Möglichkeit angezogen, die Hauptdarstellerin Catherine Spaak ausgezogen vorzuzeigen. Der meta-physische Gehalt der Moravia-Studie über Langeweile und Lebensüberdruß kam dabei völlig abhanden.“
Die Zeit wiederum befand: „Man mag zu Moravia stehen, wie man will, diese Adaption seines Romanos „La Noia“ durch Damiano Damiani hat er nicht verdient. Horst Buchholz spielt den verwöhnten Sohn aus reichem Haus, der sich an der Kunst und als Bohémien versucht, Bette Davis seine juwelenrasselnde Mama, Catherine Spaak … das reife Nymphchen. (…) Damianis Interesse an der Vorlage ist gering, er nutzt sie lediglich dazu, ein internationales Geschäft versprechendes Darstellertrio in mehr oder weniger delikaten Situationen zu gruppieren. Catherine Spaak kann man das dumme Luder gerade noch glauben, aber Buchholz weder den Grafen noch den Künstler noch den leidenschaftlichen Liebhaber. So ist noch nicht mal glatte Unterhaltung draus geworden, auch die sorgfältig arrangierten Kopulationen fallen viel zu fade aus.“

„Damiani (…) reduziert Moravias Vorlage zu einem Fotoroman ... Bette Davis ist desorientiert und Buchholz dem Ganzen nicht gewachsen.“

Im Lexikon des Internationalen Films heißt es knapp: „Konventionelle Sexgeschichte.“